# Conjunt Electrònic de Pochonbo
El Conjunt Electrònic de Pochonbo (en hangul: 보천보전자악단; en hanja, 普天堡電子樂團; romanització revisada del coreà, Bocheonbo-jeonja-akdan; McCune-Reischauer, Poch'ŏnbo-jŏnja-aktan) és una orquestra de Corea del Nord famosa per les interpretacions de cançons revolucionàries i populars. El grup pren el seu nom de la batalla de Pochonbo, que va ocórrer el 4 de juliol de 1937, quan una unitat guerrillera sota el lideratge de Kim Il-sung va atacar complexos de la força d'ocupació japonesa en Pochonbo.

## Integrants

### Directors
- Kim Yeon-el seu
- Ri Jong-o (1943-2016)
- Hyon Song-wol
- Ri Gyong-suk
- Kim Kwang-suk (1964-2018, Actriu del Poble)[4]
- Ri Bun-hui
- Jo Gum-hwa
- Jeon Hye-young
- Kim Jong-nyong
- Yun Hye-young

### Sintetitzador
- Kim Won-il
- Kim Hye-song
- Kim Mun-hyok
- Kwon Kyong-hak
- Kim Són-nop

### Piano
- Jon Kwon
- Jang Jong-won

### Òrgan elèctric
- Ri Mun
- Kang Chol-ho
- Kang Gum-chol

### Guitarra
- Park I-hyon
- Song Kwang
- Choe Yong-chol

### Baix
- Kim Yong-il

### Percussió
- Choe Mun-chol
- Kim Jin